# والتر آرتور برندزون
والتر آرتور برندزون (آلمانی: Walter Arthur Berendsohn) یک سیاست‌مدار اهل آلمان است. او از اعضای حزب سوسیال دموکرات آلمان(SPD) بود و یکی از اعضای فعال دویچه لیگ خز Menschenrechte (لیگ برای حقوق مردان) نیز محسوب شده است.